# Hertvíkovice
Hertvíkovice (německy Hertmannsdorf) jsou vesnice, část městyse Mladé Buky v okrese Trutnov. Nachází se asi 3 km na jihozápad od Mladých Buků. Prochází zde silnice I/14. Hertvíkovice jsou také název katastrálního území o rozloze 6,55 km².

## Historie
První písemná zmínka o vesnici pochází z roku 1455.

## Přírodní poměry
Na východním okraji vesnice pramení Luční potok, jehož tok je chráněn jako přírodní památka Luční potok v Podkrkonoší.

## Pamětihodnosti
- Venkovský dům čp. 14